# Joop Wijn
Joannes Gerardus (Joop) Wijn (Haarlem, 20 mei 1969) is een Nederlands bestuurder, econoom en voormalig politicus namens het CDA. Hij was lid van de raad van bestuur van ABN AMRO en staatssecretaris in de kabinetten-Balkenende I en Balkenende II en minister in het kabinet-Balkenende III. Ook was hij lid van de Tweede Kamer der Staten-Generaal.

## Loopbaan
Na het behalen van het diploma gymnasium A in 1987 studeerde hij achtereenvolgens economie (doctoraalexamen 1991) en Nederlands recht (doctoraalexamen in 1994) aan de Universiteit van Amsterdam.
Tijdens zijn studies liep hij onder meer stage bij Shell in Jakarta. Daarnaast was hij docent algemene economie op het Kennemer Lyceum te Overveen, docent bedrijfseconomie en marketing bij Schoevers en ISW/IBW. Ook had hij een eigen onderneming voor werving en selectie van personeel.
Na zijn afstuderen trad Wijn in 1994 in dienst bij ABN AMRO Bank. Tot 1998 was hij bij ABN AMRO Participaties als investmentmanager verantwoordelijk voor financieringen van bedrijven met innovatieve producten die zich in een overgangsfase bevonden; start-ups, snelle groei en managementbuy-outs.

## Politiek
In 1998 werd Wijn gekozen als lid van de Tweede Kamer voor het CDA. Hij was onder meer woordvoerder voor Financiën, het Midden- en Klein Bedrijf en het Asiel- en Vreemdelingenbeleid.
Tijdens het kabinet-Balkenende I (2002–2003) was Joop Wijn staatssecretaris van Economische Zaken. Hij was verantwoordelijk voor internationale economische betrekkingen. Zijn belangrijkste doelstellingen waren exportbevordering, het stimuleren van regionaal economisch beleid en Maatschappelijk Verantwoord Ondernemen. In de demissionaire periode van dit kabinet was Wijn tevens verantwoordelijk voor energie, innovatie, ICT, telecommunicatie en post. Hij realiseerde in februari 2003 de eerste veiling van commerciële radiofrequenties.
Als staatssecretaris van Financiën in het kabinet Balkenende-II heeft Wijn onder meer gezorgd voor belastingvoordelen voor gezinnen met kinderen. Op het gebied van administratieve lastenverlichting heeft Wijn bijvoorbeeld het wetsvoorstel “Paarse krokodil” ingediend. De Belastingdienst heeft er in deze periode een aantal taken bij gekregen, waaronder de uitvoering van de zorg-, huur- en kinderopvangtoeslag. Dit betekende een ingrijpende wijziging voor de Belastingdienst, die voortaan niet meer alleen belasting int, maar ook toeslagen uitkeert.
Als staatssecretaris van Financiën heeft Wijn het (internationaal) concurrerend ondernemings- en vestigingsklimaat voor bedrijven verbeterd. Met de wet “Werken aan winst” heeft Wijn het algemene tarief van de vennootschapsbelasting verlaagd naar 25,5%. Voor kleinere winsten is dat tarief nog lager. Zelfstandigen krijgen een MKB-winstvrijstelling van 10% en de dividendbelasting is verlaagd van 25% naar 15%. Ook introduceerde hij de rente- en octrooibox (innovatiebox). Wijn had het algemene tarief van de vennootschapsbelasting al verlaagd van 34,5% naar 29,6%. Verder heeft hij de belasting op aandelenuitgifte, de kapitaalsbelasting, afgeschaft. Eerder had hij al het zogenoemde fiscale rulingbeleid versoepeld om Nederland aantrekkelijker te maken voor Europese hoofdkantoren.
Vanwege dit beleid om Nederland fiscaal aantrekkelijk voor bedrijven te maken, werd hij door hét internationale blad voor de belastingwereld Tax Business in 2005 uitgeroepen tot een van de vijftig machtigste personen ter wereld op fiscaal gebied. De American Chamber of Commerce kende minister Wijn de Investment Award 2007 toe, vanwege zijn "exceptional contributions" voor het Nederlandse investeringsklimaat tijdens zijn drie perioden in het kabinet.
Sinds voormalig president Barack Obama Nederland aanwees als belastingparadijs zijn de door Joop Wijn gefaciliteerde fiscale mogelijkheden in een ander daglicht komen te staan. Gebleken is dat grote, internationaal opererende buitenlandse ondernemingen, waaronder veel Amerikaanse, de mogelijkheden legaal kunnen benutten om effectief belasting te kunnen ontwijken. Deze constructies worden daarom in EU-verband aan banden gelegd en per 2020 verboden.
Mede door een oproep van oud-voetballer Johan Cruijff die over giften aan zijn 'trapveldjes' belasting moest betalen, heeft Wijn het schenkings- en successierecht voor alle goede doelen afgeschaft. Ook verdubbelde hij de fiscaal vrijgestelde vergoeding die aan vrijwilligers mag worden gegeven.
Op 7 juli 2006 werd Wijn minister van Economische Zaken in het derde kabinet Balkenende. Hij volgde Gerrit Zalm op, die minister van Economische Zaken a.i. was sinds het aftreden van Laurens Jan Brinkhorst. Hij heeft gezorgd voor aanname van de Aanbestedingswet in de Tweede Kamer. Naar aanleiding van de bouwfraude gelden strakkere regels voor opdrachtverstrekkingen door overheden. Op 18 augustus 2006 is door Wijn de subsidieregeling voor duurzame energie (de ministeriële regeling milieukwaliteit elektriciteitsproductie) afgeschaft, een omstreden maatregel.
Hij stond op plaats zes van de kandidatenlijst van het CDA voor de parlementsverkiezingen van 2006. Op 5 februari 2007 maakte hij bekend dat hij niet beschikbaar was voor het nieuwe kabinet en dat hij de Tweede Kamer ging verlaten om terug te keren naar het bedrijfsleven. Wijn gold als mogelijk fractievoorzitter.

## Terug naar het bankwezen
Van 1 juni 2007 tot begin 2009 was Wijn directeur (SEVP) van Rabobank Nederland voor Midden- en Kleinbedrijf en Food & Agri. In februari 2009 werd hij door Gerrit Zalm naar ABN AMRO gehaald, om lid te worden van het Transitieteam, de beoogde raad van bestuur na de fusie van ABN AMRO (na afsplitsing RBS-stuk), MeesPierson en Fortis Bank-Nederland. Hij was verantwoordelijk voor Commercial and Merchant Banking / Zakelijke relaties. In 2017 verliet Wijn ABN AMRO voor betaalbedrijf Adyen waar hij hoofd Strategy en Risk werd. In maart 2020 verliet Wijn het betaalbedrijf.
Wijn is daarnaast bestuursvoorzitter van het Oranje Fonds sinds begin 2011, lid van het dagelijks bestuur van VNO-NCW en lid van de raad van commissarissen van Schiphol, van de Koninklijke Jaarbeurs Utrecht en van Stadsherstel Amsterdam.
Wijn was in 2021 met drie andere oud-bestuurders onderwerp van onderzoek door het Openbaar Ministerie naar aanleiding van de schikking door ABN AMRO inzake tekortschietende klantdossiers en transactiemonitoring. Na ruim drieënhalf jaar werd het onderzoek beëindigd met als toelichting "dat de voormalig bestuurders ieder hun rol hebben gepakt ofwel acties hebben ondernomen die geschikt zouden moeten zijn om de tekortkomingen te verhelpen of te verminderen."
- Parlement.com: vg09llkbwzru